# Hans Philipp Meyer
Hans Philipp Meyer (* 24. August 1919; † 28. November 1995) war ein evangelisch-lutherischer Theologe und geistlicher Vizepräsident des Landeskirchenamtes Hannover in Hannover.

## Leben
Meyer war nach dem Studium der Evangelischen Theologie und Ordination Hilfsgeistlicher in Celle-Blumlage, Pastor in Kirchboitzen, Superintendent in Dorum, Rektor des Pastoralkollegs in Loccum und von 1965 bis 1969 Landessuperintendent des Sprengels Hildesheim der Evangelisch-lutherischen Landeskirche Hannovers. Am 1. April 1969 wurde er zum geistlichen Vizepräsidenten im Landeskirchenamt ernannt. Meyer setzte sich besonders für die theologische Bildung ein und gestaltete entscheidend die Verfassung der Landeskirche mit.
Über die Landeskirche hinaus wirkte er als Mitglied der Generalsynode und der Kirchenleitung der VELKD sowie als Mitglied der Kirchenkonferenz der Evangelischen Kirche in Deutschland. Meyer war Ehrenstiftsherr des Klosters Loccum. Die Theologische Fakultät der Universität Hamburg zeichnete ihn 1979 mit der Ehrendoktorwürde aus.
Meyer starb 1995 im Alter von 76 Jahren und wurde auf dem Stadtfriedhof Engesohde in Hannover beigesetzt.

## Schriften
- Die Visitation als Aufsicht mit dem Wort und Mitteln des Rechts. In: Zeitschrift für evangelisches Kirchenrecht 18 (1973), S. 164–177
- Tagesordnungspunkt: Politik. LVH, Hannover 1978, ISBN 3-87502-041-3
- Glaube, Bekenntnis und Kirchenrecht 1530-1980. Hannover 1980
- Kirchenleitung nach lutherischem Verständnis : zur Auslegung von Confessio Augustana Art. 28. In: Zeitschrift für evangelisches Kirchenrecht 25 (1980), S. 115–135
- Was heißt „Leitung“ in der Kirche? Überlegungen zur Vollmacht des Verkündigungsdienstes. LVH, Hannover 1981, ISBN 3-87502-244-0
- Predigt und politische Verantwortung nach der Theologischen Erklärung der Bekenntnissynode von Barmen 1934: mit dem Text der Barmer theologischen Erklärung und mit einer Thesenreihe der VELKD zu ihrem Verständnis. LVH, Hannover 1984, ISBN 3-87502-247-5